# Astianthus
El achuchil (Astianthus) es un género monotípico de árboles pertenecientes a la familia Bignoniaceae. Su única especie, Astianthus viminalis, es originaria de una zona que comprende desde México hasta Nicaragua. Llega a medir hasta 20 m de altura, con flores de color amarillo, el fruto ligeramente encorvado. Habita en bosques tropicales caducifolios. En México, se distribuye en Colima, Jalisco, Michoacán Puebla y Oaxaca.

## Descripción
Son arbustos o árboles pequeños que alcanza un tamaño de 2–20 m de alto, ramitas ligeramente glabras. Hojas simples, verticiladas, lineares, de 6–30 cm de largo y 0.3–1.4 cm de ancho, ápice y base atenuados, lepidotas. Inflorescencia en forma de una panícula terminal, con flores amarillas; cáliz campanulado, 5-dentado, 9–13 mm de largo; corola tubular-infundibuliforme en la parte superior a angostamente tubular en la base, 4–5.5 cm de largo, glabra por fuera; estambres incluidos; ovario oblongo, 6–7 mm de largo y 2 mm de ancho, glabro; disco cupular, 1 mm de largo y 1–2.5 mm de ancho. El fruto en forma de cápsula fusiforme, terete, ligeramente encorvada, 3–8 cm de largo y 0.5–0.9 cm de ancho, glabra, septo en forma de X en corte transversal; semillas perpendiculares al septo, 1–2 mm de largo y 2–5 mm de ancho.

## Distribución
Muy local, se encuentra en terrenos aluviales, cerca de San Juan de Limay; a una altitud de 280–500 metros; fr jul, sep; desde México a Nicaragua. Planta silvestre, asociada a bosques tropicales caducifolios, subcaducifolios, bosque espinoso, bosque mesófilo de montaña, bosques de encino y de pino. Conocida como "Chilco" o "Bichon" en México.
En México su distribución potencial va del Occidente de México (Colima, Jalisco) a los estados de Mechoacán Guerrero, Puebla y Oaxaca.

## Propiedades
Esta especie se utiliza en Michoacán para aliviar las fiebres y el mal de orín, en este caso se hierve la raíz de la planta y se toma como agua de tiempo.
El jugo que se obtiene de la maceración de las hojas sirve para enjuagar el cabello, si se tiene orzuela; se toma si las mujeres quieren abortar, con él se dan baños cuando hay fiebre de paludismo, o mezclado con agua de limón (Citrus aurantifolia) se aplica tópicamente en empeines. Sin embargo, para tratar la hepatitis, antes de que salga el sol, se baña al enfermo con el agua revuelta de las hojas molidas y serenadas.
En Jalisco se emplea la cáscara de la nuez (fruto de esta planta) para detener hemorragias: remojada en agua se toma como agua de uso, o bien, cocida con hojas de aguacate (Persea gratissima), lechuguilla (Agave lecheguilla) y corteza de sabino, se bebe como té tres veces al día.
Química
De ramas y hojas de Astianthus viminalis se han aislado los triterpenos ácidos oleanólico y ursólico; los irridoides campenósido y 5-hidroxi-campenósido; y los compuestos fenílicos ácidos cinámico y para- metoxi-cinámico.

## Historia
Francisco Hernández, en el siglo XVI reporta: cura los flujos principalmente los disentéricos.

## Taxonomía
Astianthus viminalis fue descrita por (Kunth) Baill. y publicado en Histoire des Plantes 10: 44. 1888.
- Astianthus longifolius D.Don
- Bignonia salicifolia Sessé & Moc.
- Bignonia viminalis Kunth	basónimo
- Gelseminum viminale (Kunth) Kuntze
- Tecoma viminalis (Kunth) Hemsl.[6]

## Nombres comunes
- Nicaragua: Chilco
- México: Nixtamalayo
- Michoacán: ahuejote, tirinchicua.
- Achuchil, Ahuejote, Chamizo, Flor de agua, Palo de agua, Sabino, Sabino de arroyo, Sauce, Tronadora (Español)
- Amlé, Lam-lé Chontal; Tirínchicua (Tarasco;)[4]

## Sinonimias
- Bignonia viminalis
- Astianthus longifolius
- Tecoma viminalis
- Bignonia salicifolia[4]